# Bogatkowate
Bogatkowate (Buprestidae) – rodzina owadów z rzędu chrząszczy, podrzędu wielożernych i serii (infrarzędu) sprężykokształtnych. Kosmopolityczna. Obejmuje około 15 tysięcy roślinożernych gatunków. Larwy są beznogie i żerują w różnych częściach roślin iglastych i liściastych. Często mają powiększony przedtułów, w którym częściowo schowana jest głowa. Dorosłe charakteryzuje sztywne, często metalicznie ubarwione ciało. Mają duże znaczenie w ekosystemach leśnych. Niektóre gatunki są groźnymi szkodnikami wtórnymi drewna, inne są zagrożone i wymagają ochrony.

## Opis

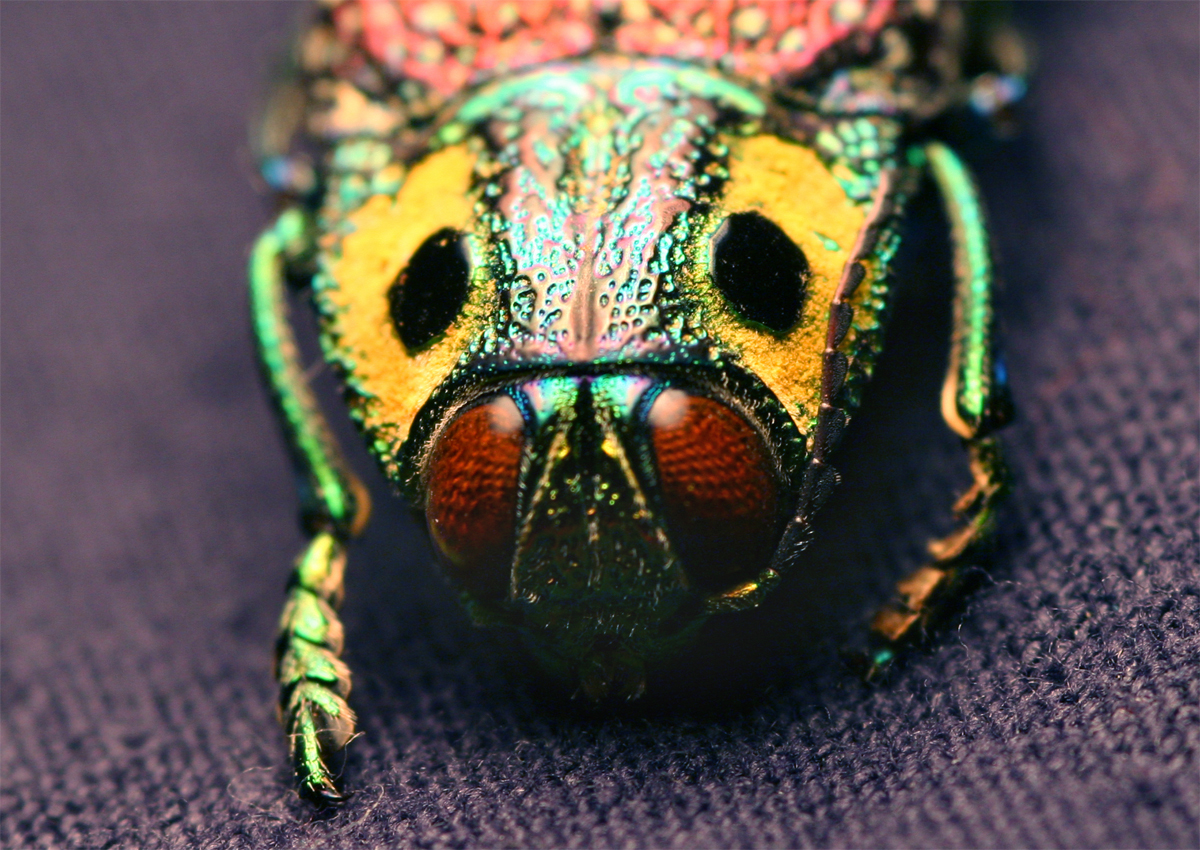
Przód ciała Madecassia rothschildi

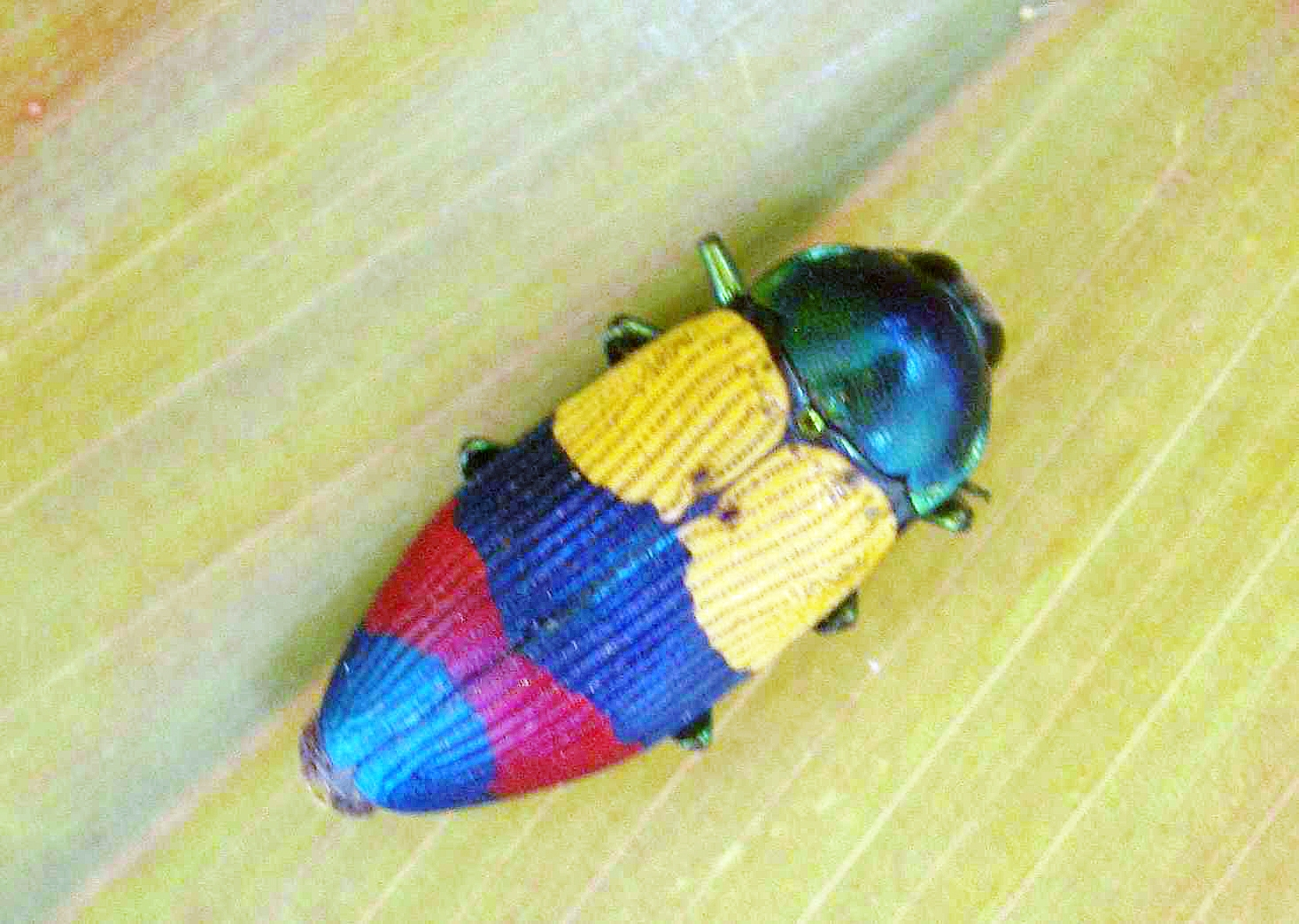
Temognatha attenuata

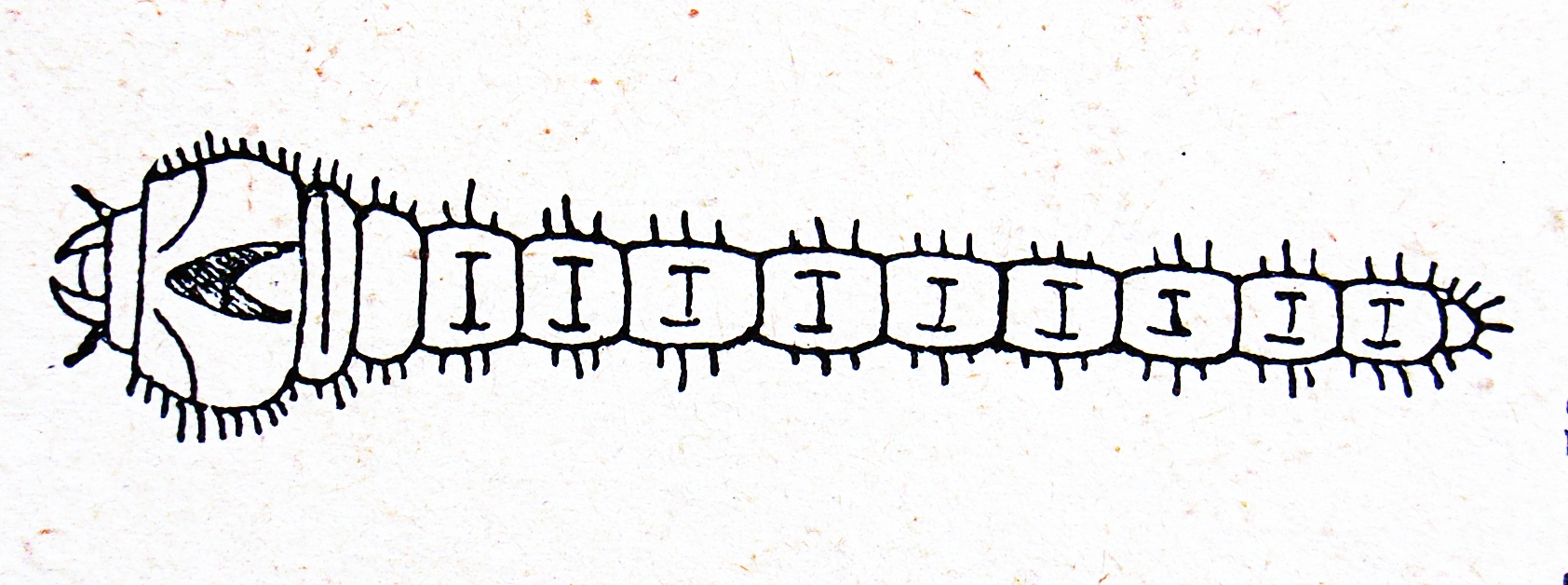
Larwa z rodzaju Buprestis

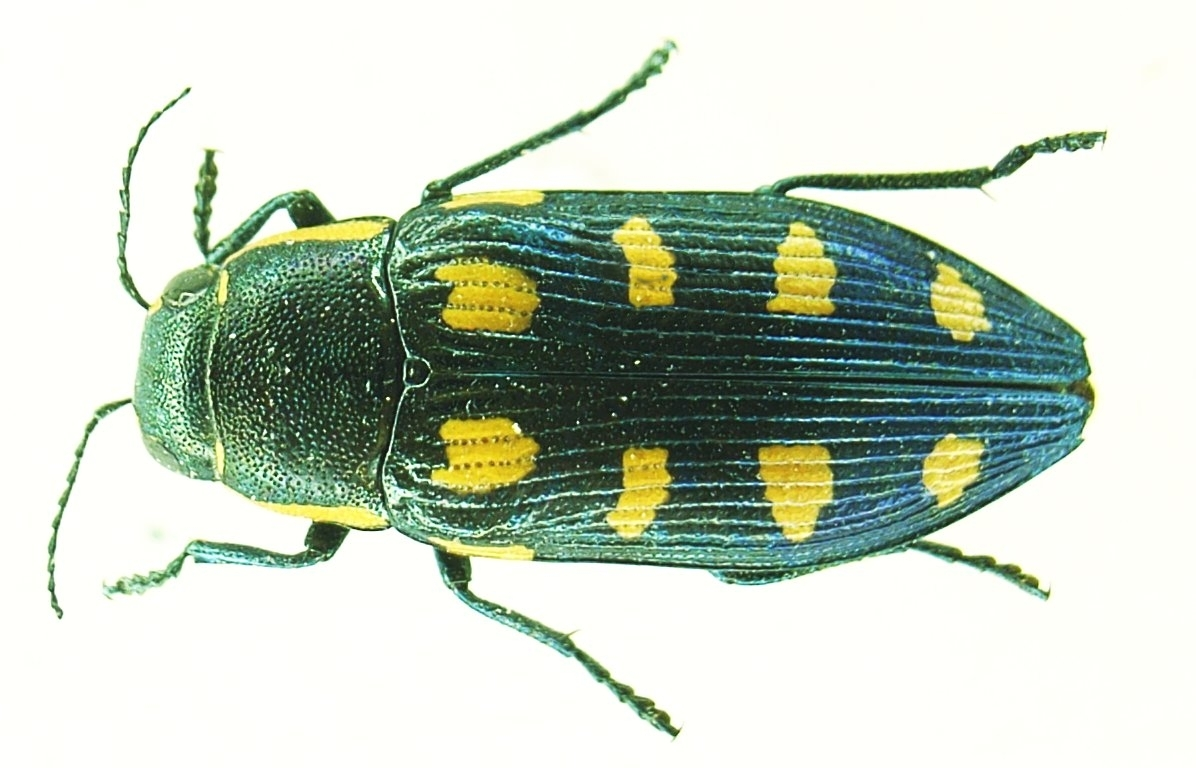
Bogatek ośmioplamkowy

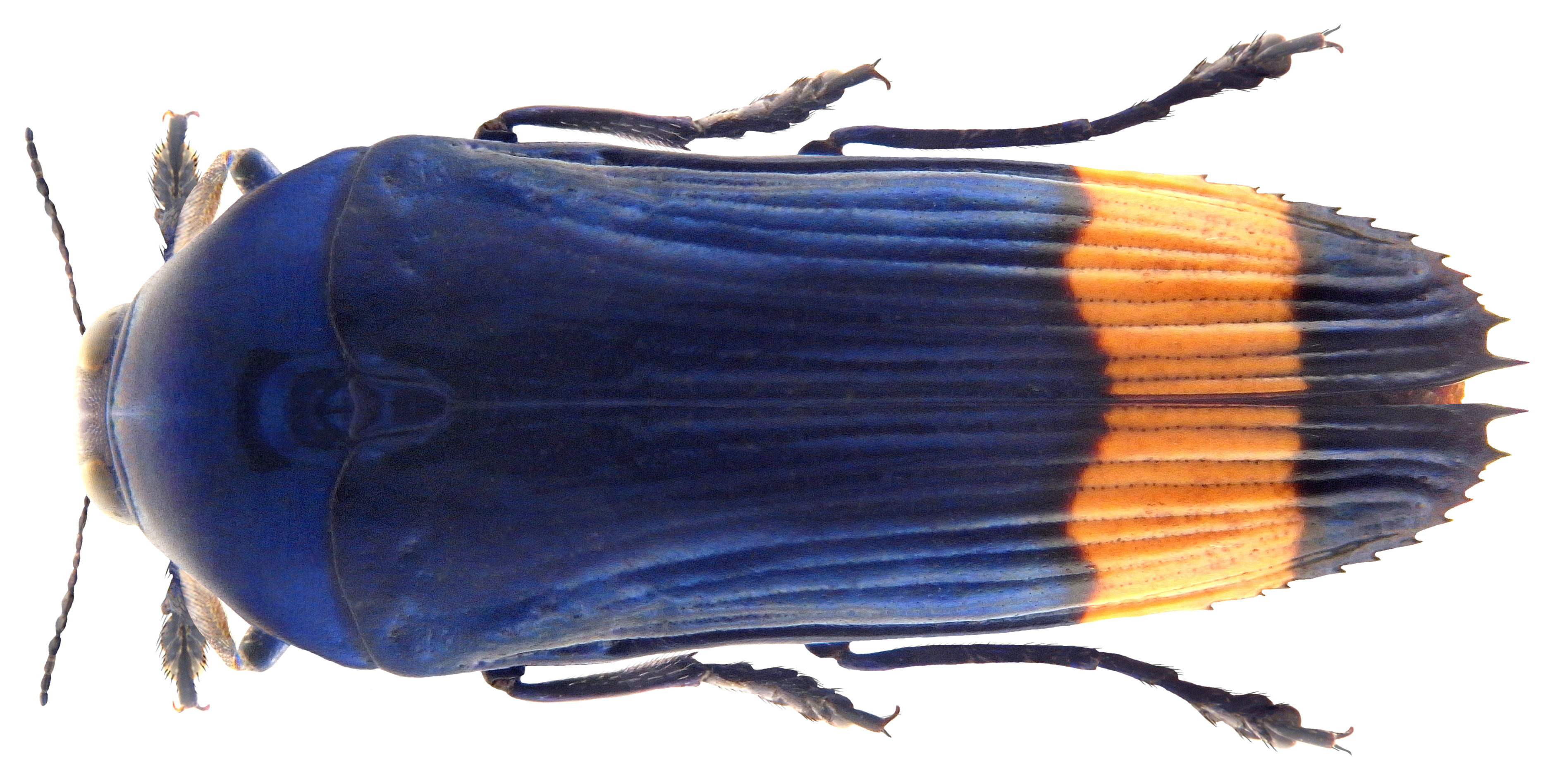
Conognatha amoena

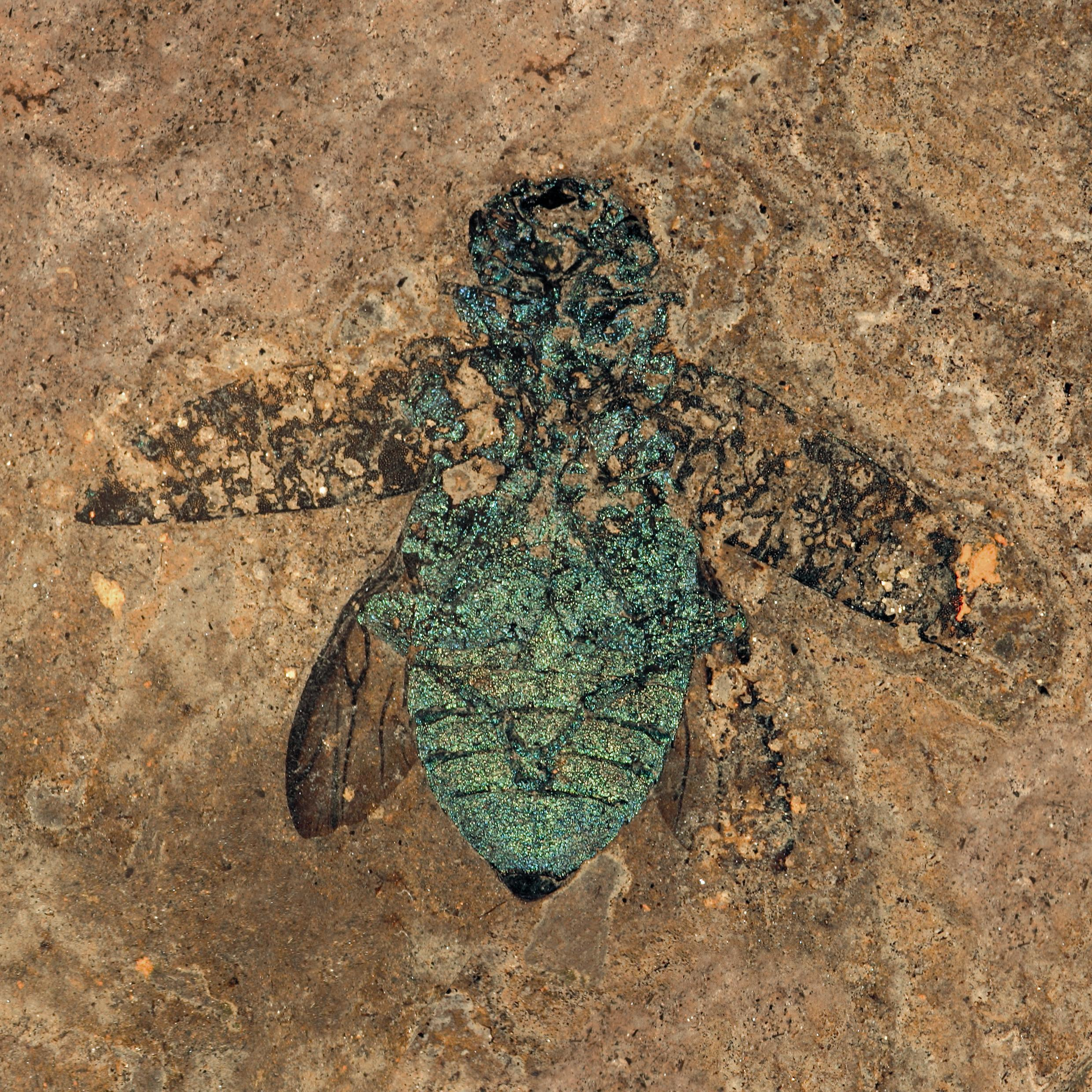
Bogatkowaty z eocenu

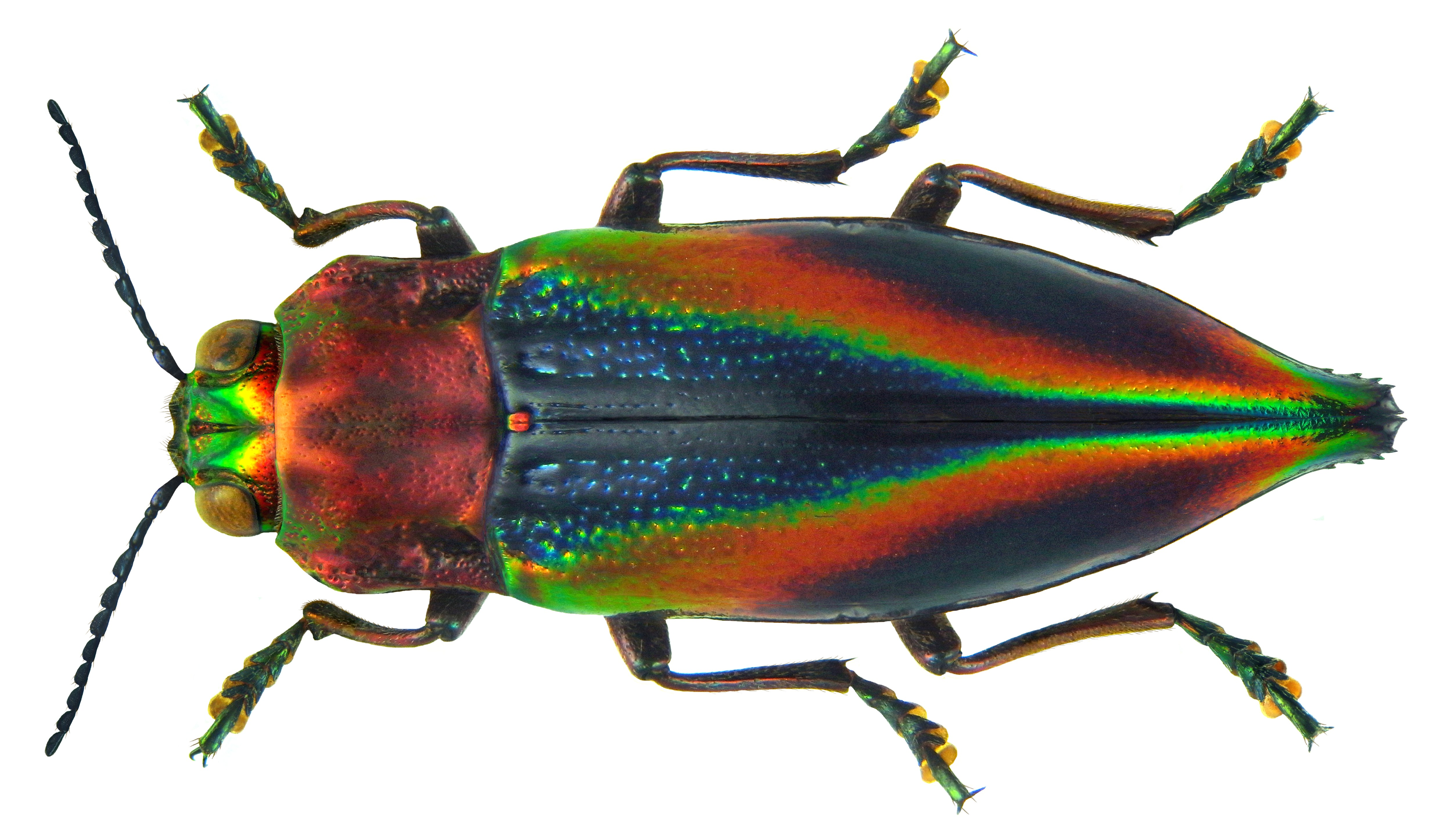
Cyphogastra javanica

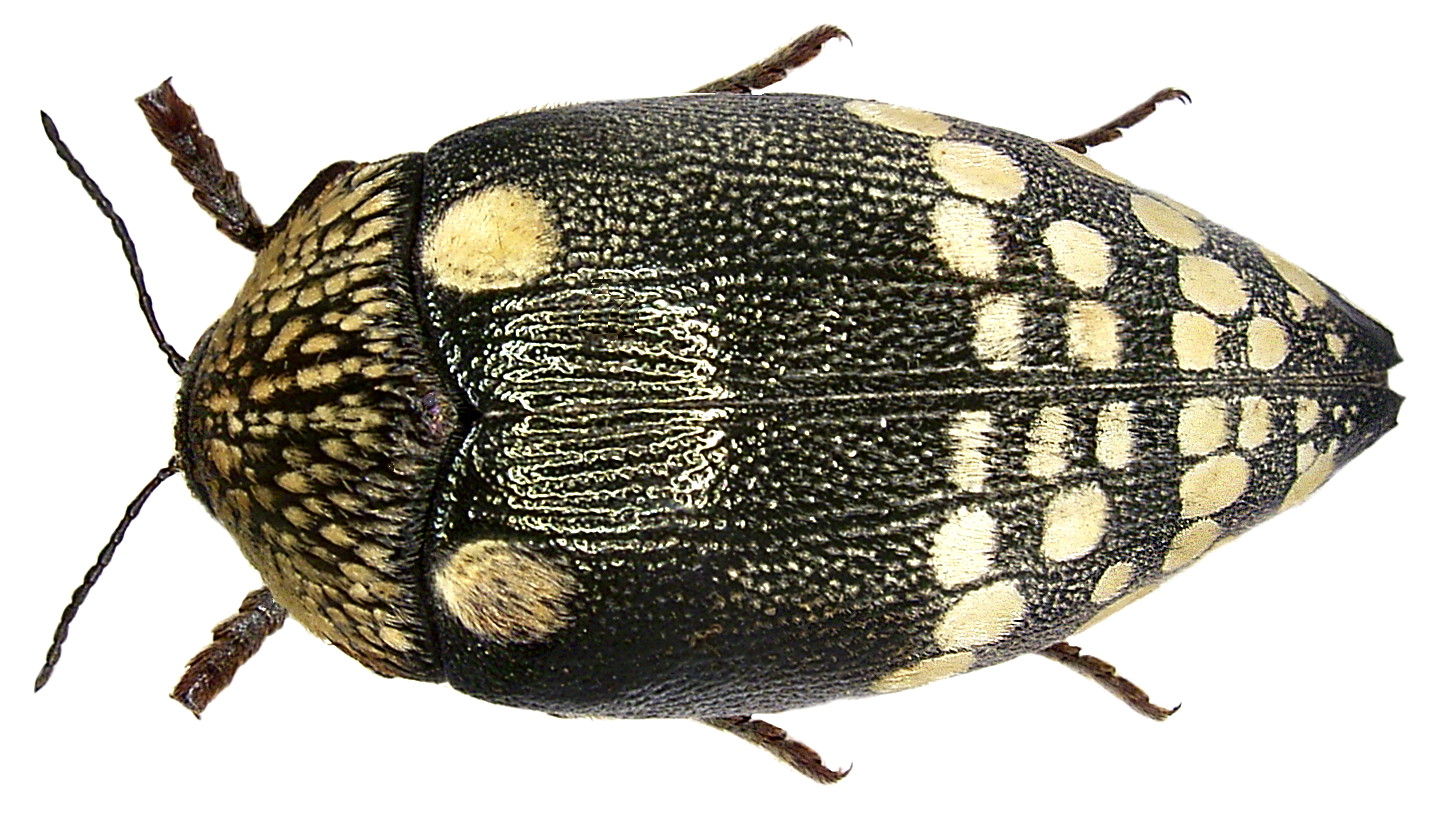
Sternocera castanea boucardii

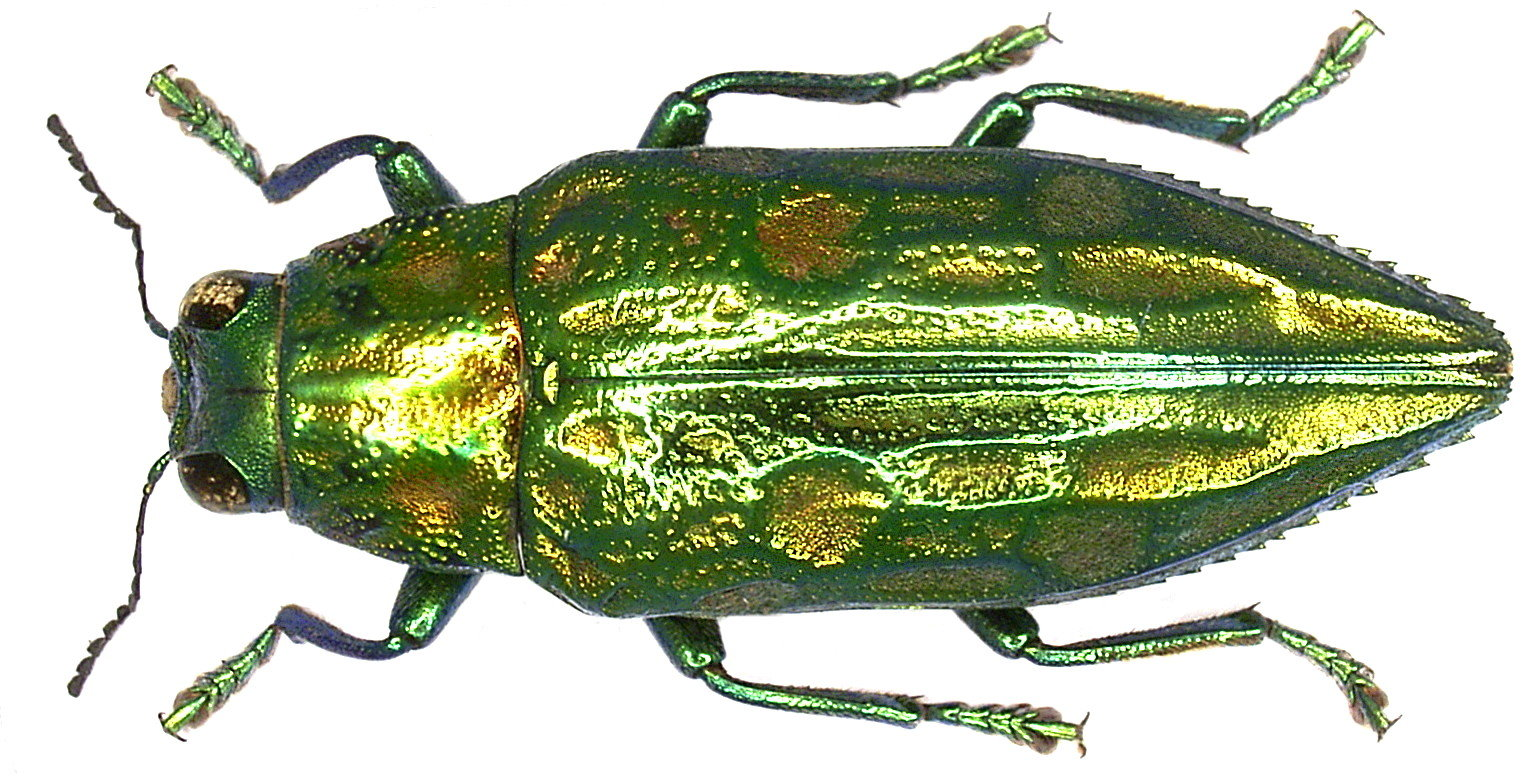
Chrysodema smaragdula

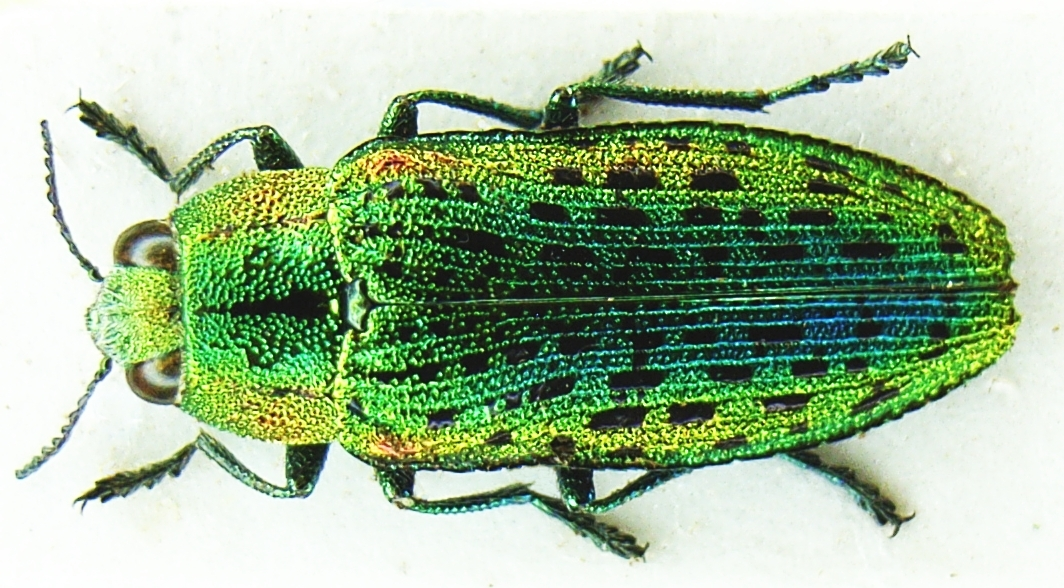
Ovalisia mirifica

### Owady dorosłe
Chrząszcze osiągają zwykle od 2 do 30 mm, ale formy tropikalne dochodzą do 75, a nawet 120 mm długości ciała. Większość przedstawicieli charakteryzuje metaliczne, błyszczące ubarwienie. Mniejszość stanowią gatunki ubarwione kryptycznie. Ciało ich jest silnie zesklerotyzowane i sztywne. Usztywnia je dodatkowo zespolenie się przedtułowia z śródtułowiem oraz obecność wyrostka na przedpiersiu dopasowanego do rynienki na śródpiersiu.
Prawie wszystkie gatunki mają hipognatyczną, cofniętą do przedtułowia prawie po krawędź oczu głowę. Oczy zwykle duże i jajowate. Czułki zwykle krótsze niż głowa i przedplecze razem wzięte, 11-członowe, częściowo piłkowane. Na piłkowanych segmentach obecne są pory i/lub dołki zmysłowe. Kształt nasadowej krawędzi przedplecza silnie odpowiadający kształtowi nasadowej części pokryw. Spód tułowia z dobrze rozwiniętym wyrostkiem międzybiodrowym przedpiersia i poprzecznym szwem na zapiersiu. Odnóża o stopach pięcioczłonowych, a tylnych biodrach z tyłu wyciętych. Dwa pierwsze z pięciu widocznych sternitów odwłoka są stożkowate.

### Larwy
Ciało larw jest miękkie, beznogie, biało lub kremowo ubarwione. Mała głowa do mniej więcej wysokości czułków cofnięta jest w głąb silnie powiększonego przedtułowia, a jej warga górna jest wolna. Wyjątkiem są larwy minujące, których przedtułów nie jest silnie powiększony. Przetchlinki mają sitkowate.

## Biologia i ekologia
Larwy prawie wszystkich gatunków są roślinożerne. Większość gatunków to ksylofagi i kambiofagi żerujące na roślinach liściastych i iglastych. Najczęściej zasiedlane są drzewa schorowane i osłabione, rzadziej drzewa martwe lub pozornie zdrowe. W rodzinie tej spotyka się gatunki pirofilne, wyposażone w receptory promieniowania podczerwonego i zasiedlające materiał nadpalony. Rozwój w takim materiale przechodzą m.in. ciemnik czarny, przypłaszczek granatek czy Phaenops formaneki. Wśród Julodinae znaleźć można gatunki rozwijające się wewnątrz korzeni, głęboko pod ziemią, a niektóre Julodini odżywiają się korzeniami przebywając na zewnątrz nich. Drobne gatunki rozwijają się w roślinach zielnych, a larwy niektórych minują pędy i liście. Gatunki minujące są zwykle monofagami, ograniczonymi do jednego rodzaju roślin, podczas gdy gatunki drewnożerne mają najczęściej większe spektrum pokarmowe.
Większość gatunków europejskich jest jednorocznych, niektóre południowoeuropejskie dają więcej pokoleń w roku. Cykl życiowy gatunków żerujących w drewnie może się w przypadku przesuszenia materiału wydłużyć nawet do dwudziestu kilku lat.
Owady dorosłe odżywiają się zwykle pyłkiem lub liśćmi. U większości gatunków są aktywne za dnia i bardzo dobrze latają. Szczególną aktywność wykazują w dni gorące i słoneczne.

## Rozprzestrzenienie
Rodzina kosmopolityczna. Większość gatunków żyje w tropikach i subtropikach, ale kilka sięga aż północne koło podbiegunowe. W Europie występuje około 200 gatunków. Z Polski wykazano ponad 90, ale 12 z nich wymaga potwierdzenia.

## Systematyka i filogeneza
Takson ten wprowadzony został w 1815 roku przez Williama Elforda Leacha. Bogatkowate umieszczane są w serii (inrfarzędzie) Elateriformia. Wraz z Schizopodidae tworzą w jego obrębie nadrodzinę bogatków (Buprestoidea), która najbliżej spokrewniona jest z Dascilloidea lub Byrrhoidea. Do bogatkowatych zalicza się około 15 000 gatunków i dzieli się ją na 7 podrodzin:
- Julodinae Lacordaire, 1857
- Polycestinae Lacordaire, 1857
- Galbellinae Reitter, 1911
- Chrysochroinae Laporte, 1835
- Buprestinae Leach, 1815
- Agrilinae Laporte, 1835
- †Parathyreinae Alexeev, 1994

Badania molekularne przeprowadzone przez Evans i innych silnie wspierają monofiletyzm Buprestoidea oraz siostrzaną pozycję bogatkowatych i Schizopodidae. Potwierdzają one również monofiletyzm Agrilinae, Julodinae i Galbellinae, natomiast wskazują na polifiletyzm Buprestinae i Chrysochorinae. Polycestinae są monofiletyczne po wyłączeniu z nich plemienia Haplostethini. Wyniki analiz podważają ponadto monofiletyzm plemion Coraebini, Agrilini i Tracheini.

## Znaczenie i ochrona
Bogatkowate odgrywają znaczącą rolę w rozkładzie obumierających drzew i ich części, które dzięki temu nie gromadzą się w lesie w wielkich ilościach. Uczestniczą w ten sposób w przepływie materii i energii w ekosystemach leśnych. Chrząszcze te atakują przede wszystkim drzewa osłabione chorobami grzybowymi, rosnące w warunkach stresu wodnego czy uszkodzone przez żery foliofagów. Liczne gatunki mają duże znaczenie gospodarcze i określane są w leśnictwie jako szkodniki wtórne drzewostanów. W Polsce największe znaczenie ekonomiczne mają przypłaszczki i opiętki.
Wiele gatunków bogatkowatych jest zagrożonych. Dotyczy to szczególnie gatunków stenotopowych, związanych z obumierającymi gałęziami i konarami starych drzew. Bogatek wspaniały (Buprestis splendens) umieszczony został w Czerwonej księdze gatunków zagrożonych, a w Polsce objęty jest ścisłą ochroną gatunkową. Poraj (Dicerca moesta), pysznik jodłowy (Eurythyrea austriaca) i pysznik dębowy (Eurythyrea quercus) są w Polsce objęte gatunkową ochroną częściową. Na Czerwonej Liście Zwierząt Ginących i Zagrożonych w Polsce znalazły się: Acmaeodera degener, Anthaxia cichorii, A. millefolii, A. nigritula i Perotis lugubris w kategorii wymarłych lub prawdopodobnie wymarłych, Buprestis splendens, Dicerca subtilis w kategorii krytycznie zagrożonych, Agrilus pseudocyaneus, Eurythyrea quercus i Sphenoptera substriata w kategorii zagrożonych, Agrilus integerrimus w kategorii bliskich zagrożenia, Eurythyrea austriaca w kategorii narażonych i kilka o słabo rozpoznanym statusie. Na Słowacji ochroną objęte są Sphenoptera antiqua, Eurythyrea austriaca, Phaenops formaneki bohemica i Anthaxia tuerki, jako kriticky ohrožené.
Głównym zagrożeniem dla bogatkowatych, jak i innych chrząszczy saproksylicznych, są w większości Europy zabiegi stosowane w ramach gospodarki leśnej. Dla ich ochrony niezbędne jest zachowanie ciągłości czasowej (stała obecność w środowisku roślin w odpowiednim wieku i stanie) oraz przestrzennej (ciągłość odpowiednich środowisk) bazy pokarmowej.